# Rosmarinblättriges Heiligenkraut
Das Rosmarinblättrige Heiligenkraut (Santolina rosmarinifolia) ist eine Pflanzenart aus der Gattung Heiligenkraut (Santolina) in der Familie der Korbblütler (Asteraceae). Es ist in Spanien und Portugal verbreitet und wird häufig als Zierpflanze verwendet.

## Beschreibung

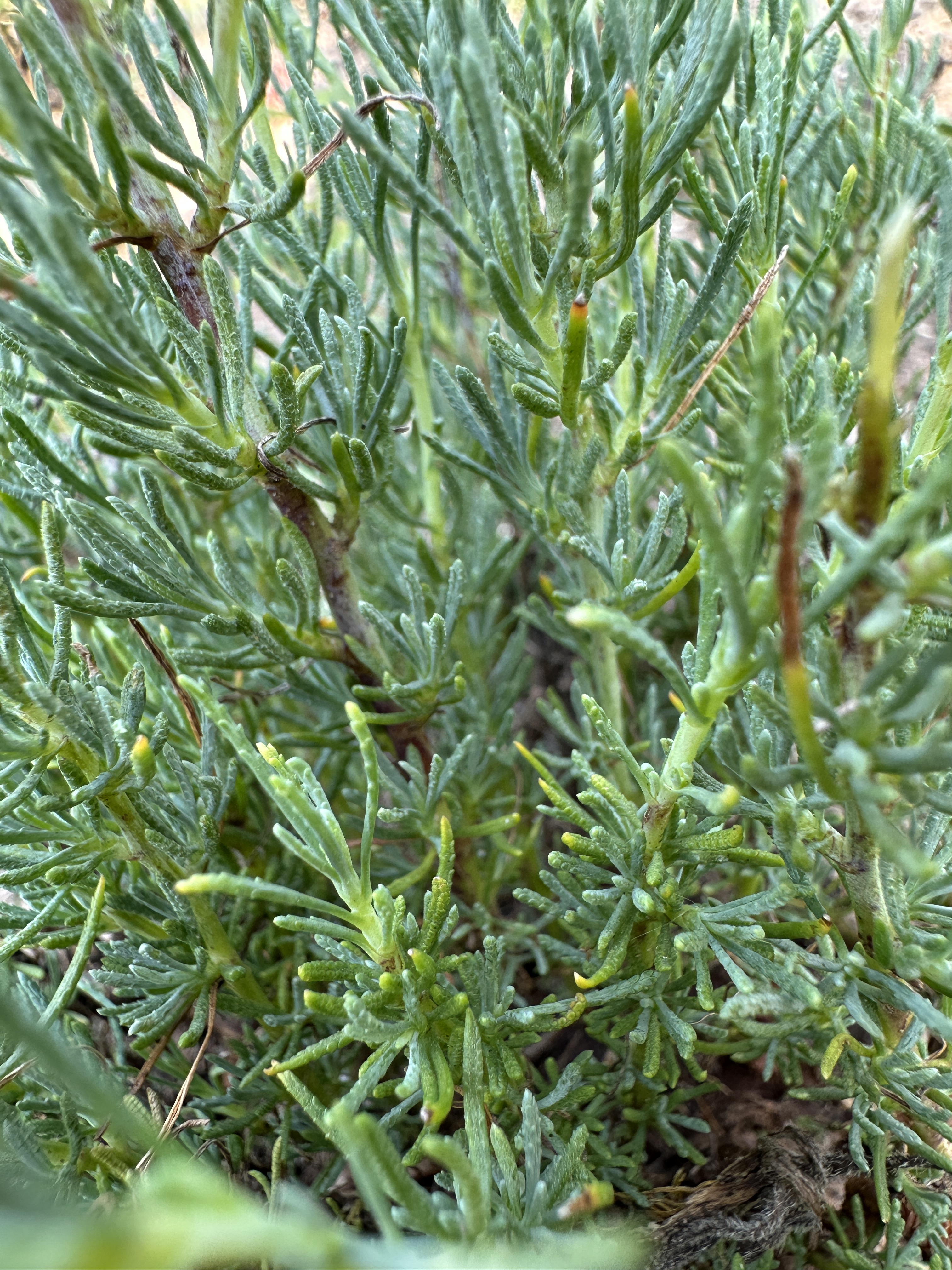
Sprossen und Laubblätter im August

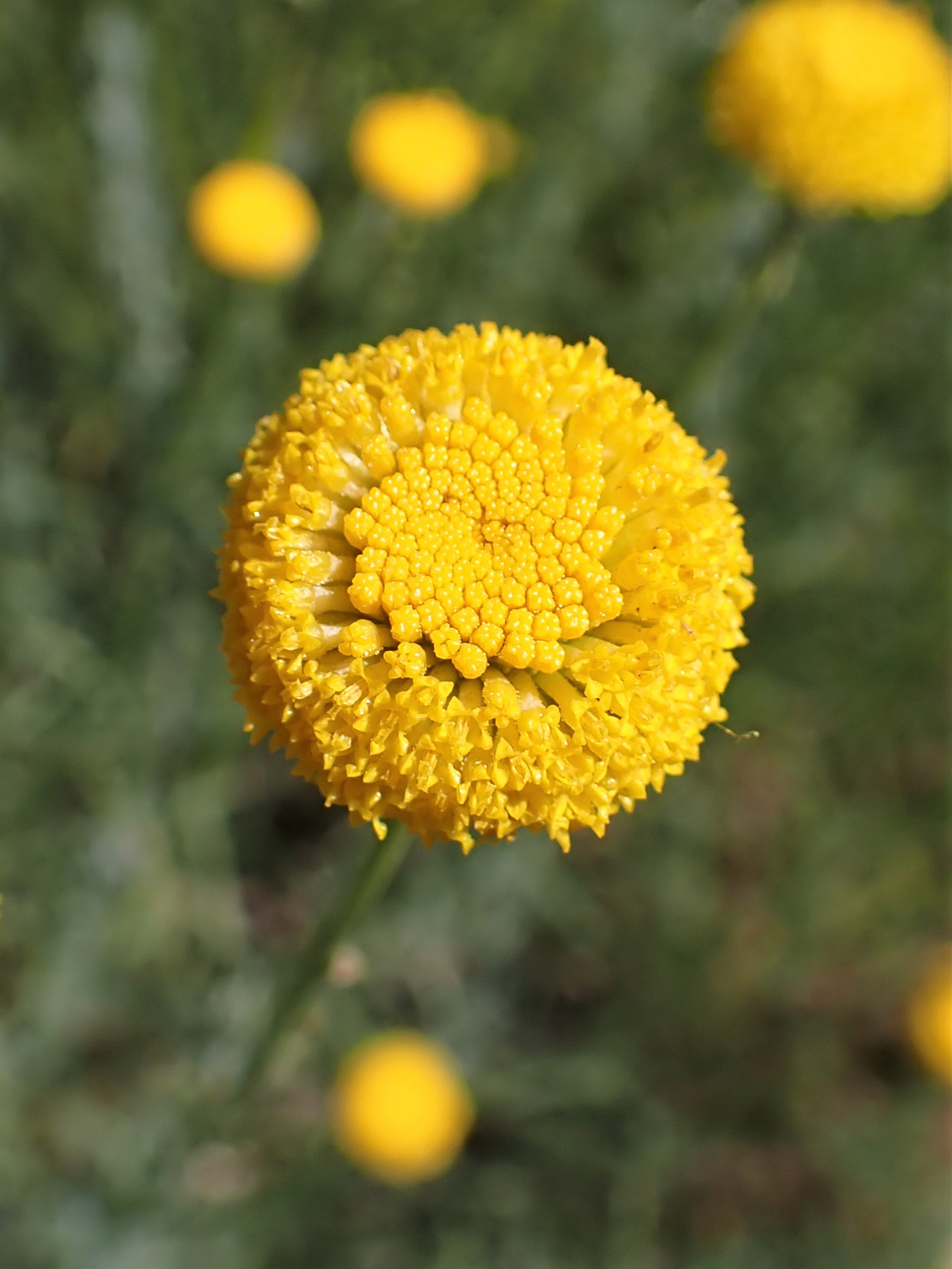
Blütenköpfchen

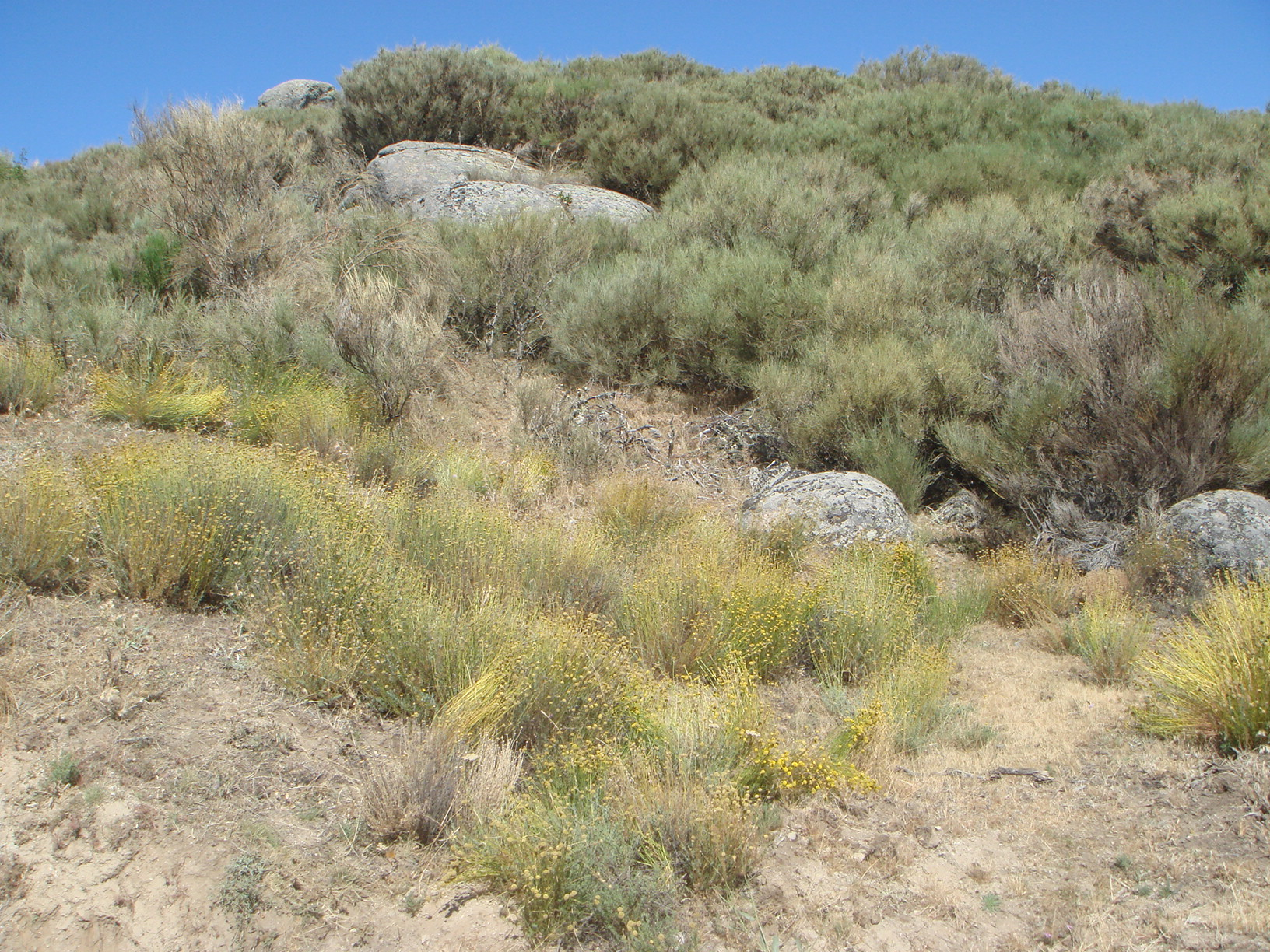
Habitat nahe der spanischen Stadt Ávila

### Vegetative Merkmale
Das Rosmarinblättrige Heiligenkraut ist ein immergrüner, reich verzweigter, stark aromatischer Halbstrauch, der mit aufrechten und ausgebreiteten Trieben einen halbkugeligen Wuchs bildet und eine Höhe von 50 bis 70 Zentimetern erreicht. Die nichtblühenden, weißlichen Sprosse besitzen linealische, 3 bis 9 Millimeter lange, 1 Millimeter breite, sitzende oder kurz gestielte, warzige oder schuppige Laubblätter, die in den Achseln 2 bis 5 Zentimeter langer, ganzrandiger oder gezähnter Tragblätter stehen. Die blühenden Sprosse sind hellgrün und kahl, im oberen Teil unbeblättert, im unteren Teil mit 15 bis 22 Millimeter langen und 1 bis 2 Millimeter breiten, meist ganzrandigen Tragblättern und oft ohne achselständige Blattbüschel.

### Generative Merkmale
Die Blütezeit liegt im Juli. Die blühenden Sprosse haben meist nur ein Blütenköpfchen. Dieses ist halbkugelförmig bis fast kugelförmig und hat einen Durchmesser von 8 bis 20 Millimetern. Der konvexe Korbboden ist mit 3 bis 4 Millimeter langen, bespitzten, lanzettlichen Spreuschuppen bedeckt. Die hellgelben Röhrenblüten werden von drei bis vier Reihen eilanzettlicher Hüllblätter begrenzt. Die äußeren Hüllblätter sind an der Spitze hautrandig, die mittleren haben einen ein bis drei Millimeter breiten Hautrand.

### Chromosomensatz
Die Chromosomengrundzahl beträgt x = 9; es tritt Diploidie mit der Chromosomenzahl von 2n = 18 und Tetraploidie mit 2n=36 auf.

## Vorkommen
Das Rosmarinblättrige Heiligenkraut ist im westlichen Portugal und im westlichen und zentralen Spanien verbreitet. Es wächst dort an sonnigen Böschungen, Felsen und Berghängen auf verwittertem Kalkstein, Schiefer, Quarzit, porösen Konglomeraten und sandigen Böden in Höhenlagen von 360 bis 1500 Metern. In Bulgarien gibt es neophytische Vorkommen.

## Systematik
Die Erstveröffentlichung von Santolina rosmarinifolia erfolgte 1753 durch Carl von Linné in Species Plantarum, Tomus II, S. 842. Das Artepithetum rosmarinifolia bedeutet „mit Blättern wie Rosmarin“. Santolina rosmarinifolia gehört zur Sammelart Santolina rosmarinifolia agg. Folgende Unterarten lassen sich unterscheiden:
- Santolina rosmarinifolia subsp. rosmarinifolia: Sie kommt in Spanien und Portugal vor, eingebürgert auch in Bulgarien. Ein Synonym ist Santolina rosmarinifolia subsp. castellana Riv.-Guerra.[4]
- Santolina rosmarinifolia subsp. arrabidensis Riv.-Guerra: Sie kommt in Portugal vor.[5]

## Verwendung
Das Rosmarinblättrige Heiligenkraut eignet sich als Zierpflanze für vollsonnige, trockenwarme Duft- und Kräutergärten, Kiesgärten und Steppengärten, zusammen mit anderen mediterranen Halbsträuchern und Ziergräsern. Es gilt als winterhart bis −23 °C (Zone 6), braucht dazu aber einen nährstoffarmen, sehr durchlässigen Boden, idealerweise lockeren Kalkschotter oder auch reinen Sand. Um einen kompakten und standfesten Wuchs zu erreichen, werden alle Stängel vor dem Austrieb, etwa Anfang April, tief bis ins alte Holz zurückgeschnitten. Drei bis sechs Wochen nach dem Austrieb werden die neuen Triebspitzen nochmals gekürzt, sodass sie sich verzweigen und kürzer bleiben.
Die frischen und getrockneten Blütenköpfchen werden aufgrund ihrer blutdrucksenkenden, entzündungshemmenden und fiebersenkenden Eigenschaften in traditionellen medizinischen Zubereitungen verwendet. Die Hauptbestandteile des ätherischen Öls sind β-Pinen, Borneol, Myrcen und Limonen.